# موتوماهی‌های گرنادیر
موتوماهی‌های گرنادیر (نام علمی: Coilia) نام یک سرده از تیره موتوماهیان است.